# جوش فريدمان
جوش فريدمان (بالإنجليزية: Josh Friedman)‏ هو مدون وكاتب سيناريو أمريكي، ولد في 1967 في الولايات المتحدة.

## وصلات خارجية
- جوش فريدمان على موقع IMDb (الإنجليزية)
- جوش فريدمان على موقع ألو سيني (الفرنسية)
- جوش فريدمان على موقع أول موفي (الإنجليزية)
- جوش فريدمان على موقع قاعدة بيانات الفيلم (الإنجليزية)
- جوش فريدمان على موقع كينوبويسك (الروسية)